# Henri Leroy (homme politique)
Pour les articles homonymes, voir Henri Leroy.
Henri Leroy, né le 31 mars 1945 à Beyrouth (Liban), est un homme politique français. Membre des Républicains, il est sénateur des Alpes-Maritimes depuis 2017.

## Biographie
Fils de Pierre Leroy, un officier de gendarmerie, ancien des forces françaises libres ayant terminé sa carrière dans les Alpes-de-Haute-Provence, Henri Leroy est né au Liban en 1945. Chevalier de la Légion d'honneur, il est le frère du journaliste Charles Villeneuve, grand reporter, producteur, homme de télévision mais aussi de presse écrite et ancien parachutiste militaire passé par l'école de Saint-Maixent. Son autre frère, Alain-Hugues Paul Leroy, est médecin à Cannes.
Avant de choisir d'entrer dans la gendarmerie, il a effectué son service national en 1963 à la 40e compagnie de transmissions, alors en Allemagne.
Rentré en gendarmerie en 1966 comme sous officier après sa scolarité à l'école de gendarmerie de Chaumont (ESOG), il a servi dans les forces françaises en Allemagne (FFA) puis à Berlin, avant de passer le concours d'officier.
À sa sortie de l'école des officiers de gendarmerie nationale (EOGN), promotion Capitaine Ettori, il a servi comme chef de peloton sur VBC (Véhicule Blindé Canon) à l'Escadron 2/1 de Satory puis Commandant du PMO du Var à Toulon. Il a ensuite été nommé commandant de compagnie en Nouvelle-Calédonie à Poindimié. Il a pris sa retraite en 1990 à 45 ans pour se consacrer à la politique à Mandelieu-la-Napoule.
Henri Leroy est maire de Mandelieu-la-Napoule de 1995 à 2017, conseiller général du canton de Mandelieu-Cannes-Ouest de 1999 à 2015 et conseiller départemental du canton de Mandelieu-la-Napoule de 2015 à 2017.
Le 1er octobre 2017, il devient sénateur à la suite de la démission de Louis Nègre, l'un des 41 sénateurs à avoir choisi de privilégier ses mandats locaux en vertu de la loi du 14 février 2014 sur le non-cumul des mandats en France,. Il quitte dès lors ses fonctions exécutives locales.
Il parraine Laurent Wauquiez pour le congrès des Républicains de 2017, scrutin lors duquel ce dernier est élu président du parti.

## Prises de position
En 2011, Henri Leroy compare la décision de la préfecture de créer une intercommunalité à une « charia à l'ouest du département en mariant les filles de la République contre leur gré ».
En 2013, Henri Leroy prend un arrêté interdisant de se baigner habillé. Cet arrêté est en réalité un arrêté « anti-burkini », maillot de bain destiné aux femmes musulmanes qui veulent profiter de la plage ou de la baignade dans cette tenue,.
En 2017, Henri Leroy se déclare « gêné par la tenue vestimentaire à caractère religieux » de vendeuses d'un magasin H&M portant le voile et déclare que « les signes religieux sont proscrits ». L'Observatoire de la laïcité lui indique qu'il fait fausse route et que « la neutralité s'impose aux services publics, pas aux entreprises privées ».
En 2018, Henri Leroy crée la polémique en comparant les dérives possibles de la PMA pour toutes aux expériences du médecin nazi Josef Mengele à Auschwitz.
En 2019, Henri Leroy écrit une lettre pour réclamer l'exclusion du chanteur Bilal Hassani, par ailleurs victime d'une campagne de harcèlement sur les réseaux sociaux, du Concours Eurovision de la chanson 2019. Il accuse celui-ci de se moquer des attentats du 13 novembre 2015 dans une vidéo alors que celle-ci est elle-même une parodie d'une autre vidéo.
En 2023, après l'annonce par le ministre de l'Éducation nationale, Gabriel Attal, de l'interdiction de l'abaya et du qamis dans les collèges et lycées publics français, Henri Leroy annonce vouloir déposer une loi pour interdire également le port de ces tenues à l'université. 
Le 4 mars 2024, alors que le parlement est réuni en congrès à Versailles afin d’entériner la constitutionnalisation de l’IVG, il s’y oppose et fait alors partie des 72 parlementaires ayant voté contre la révision constitutionnelle.

## Controverses
En 2007, Henri Leroy, alors maire de Mandelieu-la-Napoule, fait l'objet d'une plainte par un opposant divers droite au conseil municipal, Bernard David. Ce dernier fait état d'un contrat passé sans publicité ni appel d'offres pour l'organisation de vœux de fin d'année, pour un montant de 93 748 euros.
En 2014, la famille Leroy et notamment Sébastien Leroy, neveu et adjoint d'Henri Leroy à la mairie, est accusée de conflit d'intérêts pour ses liens financiers avec le milliardaire marchand d'armes Iskandar Safa, mécène de la commune. Des délibérations du conseil municipal sont mises en cause.
Libération décrit dans une enquête publiée en 2023 un « puissant réseau clientéliste » mis en place par l'UMP à Mandelieu-la-Napoule, notamment lorsque Henri Leroy en était le maire. Le quotidien met en cause des pressions exercées sur les employés municipaux et les personnes faisant une demande d'appartement, de place en crèche ou en résidence pour personnes âgées pour les pousser à adhérer au parti. 